# Йогі Сватмарама
Йогі Сватмарама або Свамі Сватмарама - індійський мудрець, що жив у 15-16 століттях і відомий тим, що склав класичний трактат Хатха-йога-прадипіка, яким започаткував систему хатха-йоги. Хатха-йога - комплекс практик, метою яких є очищення розуму і накопичення життєвої енергії.
1. 1 2 3  Чеська національна авторитетна база даних